# Francesco Furini

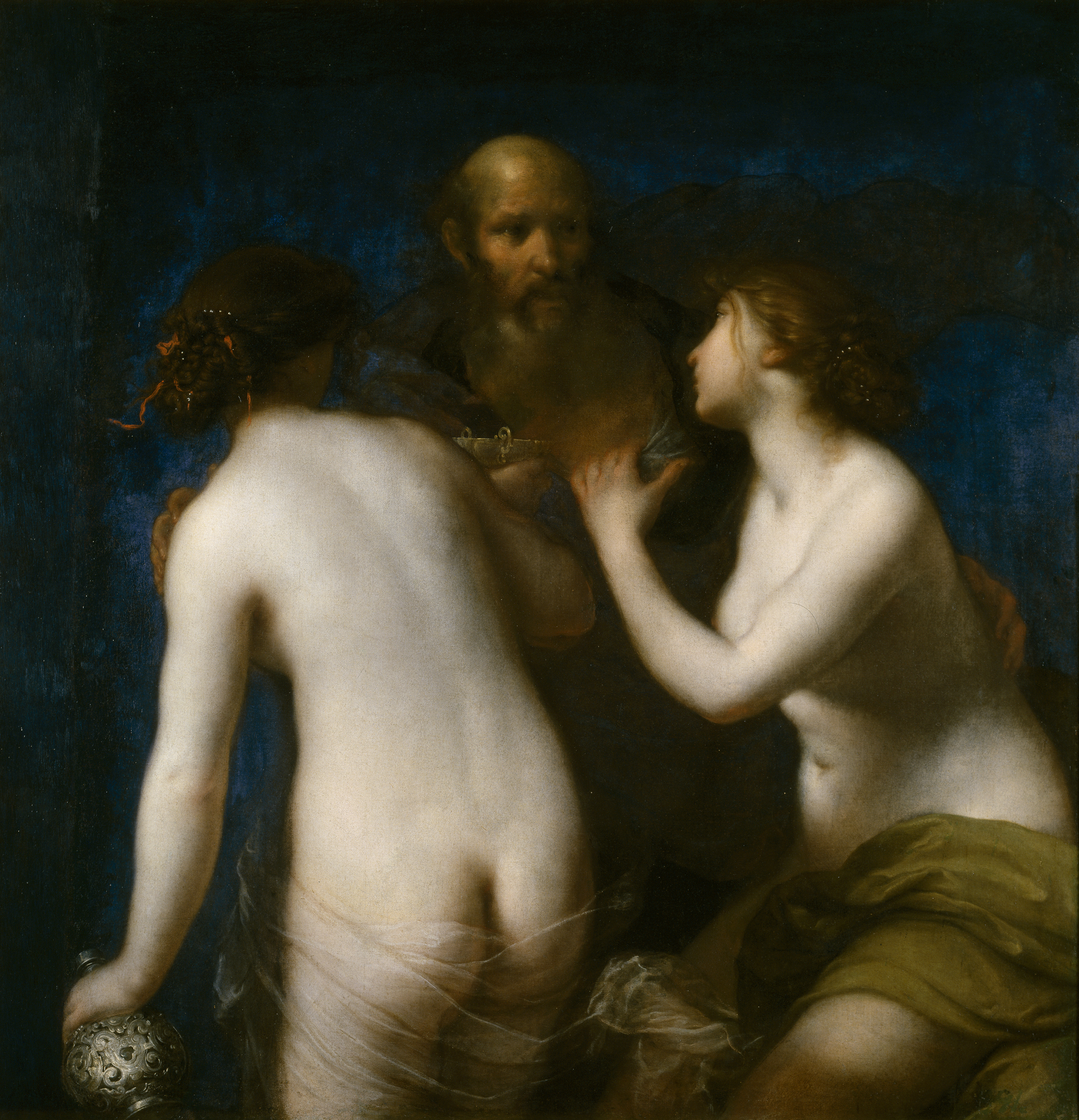
Lot en zijn dochters, ca. 1640, Museo del Prado, Madrid

Francesco Furini (Florence, ca. 1600 - aldaar, 19 augustus 1646) was een Italiaans kunstschilder uit de periode van de barok. 
Furini was een leerling van Domenico Passignano, Giovanni Biliverti en Matteo Rosselli. Hij werkte aanvankelijk in Rome, maar keerde spoedig terug naar Florence. 
Hij schilderde bij voorkeur onderwerpen naar thema's ontleend aan de mythologie en de Bijbel. Opvallend daarbij is dat zijn uitwerking veelal sensueel van aard is. Zijn werk wordt eerder gerekend tot de stijl van het maniërisme dan tot die van de barok.
Op 40-jarige leeftijd werd Furini priester in de parochie Sant'Ansano in Mugello.
- Bibliothèque nationale de France: cb149600324 (data)
- Gemeinsame Normdatei: 129028584
- International Standard Name Identifier: 0000 0001 1797 6171
- KulturNav: 64e67227-6ec9-46c7-aab7-7e5589488191
- Library of Congress Control Number: nr91028777
- Nationale Bibliotheek van Tsjechië: mzk2012709878
- RKD-Nederlands Instituut voor Kunstgeschiedenis: 29788
- Istituto Centrale per il Catalogo Unico: RAVV027680
- Système universitaire de documentation: 124406750
- Union List of Artist Names: 500025303
- Virtual International Authority File: 12164270
- WorldCat: E39PCjHD3b4kHr7mK97YmQ7W6q